# بیدنهام
بیدنهام (به انگلیسی: Biddenham) یک روستا و محله مدنی در بریتانیا است که در بدفورد واقع شده‌است. بیدنهام ۲٬۶۲۰ نفر جمعیت دارد.